# Consolacion
Consolacion (Bayan ng Consolacion) är en kommun i Filippinerna. Kommunen tillhör provinsen Cebu och ligger på ön med samma namn. Folkmängden uppgår till 62 298 invånare.

## Barangayer
Consolacion är indelat i 21 barangayer.
| - Cabangahan - Cansaga - Casili - Danglag - Garing - Jugan - Lamac - Lanipga - Nangka - Panas - Panoypoy | - Pitogo - Poblacion Occidental - Poblacion Oriental - Polog - Pulpogan - Sacsac - Tayud - Tilhaong - Tolotolo - Tugbongan |